# Lac D'Ailleboust
Pour les articles homonymes, voir D'Ailleboust.
Le lac D'Ailleboust est un plan d'eau douce du bassin versant de la rivière Péribonka, situé sur la rive Nord-Ouest du fleuve Saint-Laurent, dans le territoire non organisé de Passes-Dangereuses, dans la municipalité régionale de comté (MRC) de Maria-Chapdelaine, dans la région administrative de la Saguenay–Lac-Saint-Jean, dans la province de Québec, au Canada. Le lac D’Ailleboust s’étend entièrement dans la partie Nord de la zec des Passes (secteur Étienniche) et dans le canton d’Ailleboust.
La foresterie constitue la principale activité économique du secteur ; les activités récréotouristiques en second.
La zone du lac D’Ailleboust est desservie par des routes forestières secondaires pour les besoins de la foresterie et des activités récréotouristiques. La route forestière R0250 (chemin « Chute des Passes » passe du côté Est du lac,,.
La surface du lac D’Ailleboust est habituellement gelée de la fin novembre au début avril, toutefois la circulation sécuritaire sur la glace se fait généralement de la mi-décembre à la fin mars.

## Géographie
Les principaux bassins versants voisins du lac D’Ailleboust sont :
- côté Nord : rivière au Serpent, rivière Péribonka, lac Péribonka ;
- côté Est : rivière D'Ailleboust, rivière Étienniche, lac Étienniche, rivière au Serpent, rivière Manouane, rivière Péribonka ;
- côté Sud : rivière Alex, rivière Péribonka, rivière du Portage, ruisseau Margot ;
- côté Ouest : lac Brûle-Neige, rivière Mistassibi Nord-Est, rivière Mistassibi, lac Brûle-Neige[1].

Le lac D’Ailleboust comporte une longueur de 9,8 km, une largeur maximale de 2,1 km et une altitude de 408 m. Ce lac étroit, orienté en longueur dans l’axe Nord-Sud, s’alimente surtout du côté Ouest avec la décharge du lac Laliberté.
L’embouchure du lac D’Ailleboust est localisée au Nord du lac, soit à :
- 6,4 km au Nord-Ouest de l’embouchure de la rivière D'Ailleboust (confluence avec le lac Étienniche) ;
- 20,3 km au Sud-Ouest d’une courbe du cours de la rivière Péribonka ;
- 71,6 km au Sud de l’embouchure du lac Péribonka (traversé par la rivière Péribonka) ;
- 36,0 km au Nord-Ouest du cours de la rivière Mistassibi ;
- 22,7 km au Sud-Ouest de l’embouchure de la rivière Manouane (confluence avec la rivière Péribonka) ;
- 70,1 km au Nord de l’embouchure de la rivière Péribonka ;
- 105,6 km au Nord-Ouest du centre-ville de Saguenay[1].

À partir de l’embouchure du lac D'Ailleboust, le courant suit le cours de la rivière D'Ailleboust sur 13,0 km vers le Sud-Est, traverse le lac Étienniche sur 17,3 km, descend la rivière Étienniche sur 8,2 km vers le Nord, la rivière au Serpent sur 16,3 km vers le Sud-Est, le cours de la rivière Péribonka sur 150,3 km vers le Sud, traverse le lac Saint-Jean sur 29,3 km vers l’Est, puis emprunte sur 155 km le cours de la rivière Saguenay vers l’Est jusqu'à la hauteur de Tadoussac où il conflue avec le fleuve Saint-Laurent.

## Toponymie
Cette désignation toponymique parait en 1916 dans la Nomenclature des noms géographiques de la province de Québec. Ce lac évoque le souvenir du gouverneur de la Nouvelle-France, Louis d'Ailleboust de Coulonge et d'Argentenay (vers 1612-1660). En langue innue, ce plan d'eau porte le nom de Uiashpimi Shakahikan, signifiant « lac des graisses de viande », selon un relevé toponymique de 1981.
Le toponyme « Lac D'Ailleboust » a été officialisé le 5 décembre 1968 par la Commission de toponymie du Québec.